# Муніципальний стадіон (Тулуза)
Муніципальний стадіон (фр. Stadium municipal de Toulouse) — багатофункціональний стадіон у місті Тулуза. Вміщає 33 000 глядачів. На ньому свої домашні матчі проводить футбольний клуб Тулуза.

## Історія
Стадіон будувався в 1937 році для проведення матчів чемпіонату світу з футболу 1938, проте не був готовий на момент початку змагання, і матчі світової першості приймала інша тулузька арена Стад дю Т.О.Е.К.. Був повноцінно відкритий вже після Другої світової війни у 1949 році, згодом двічі реконструювався, в 1998 та 2016 роках.
Це сьомий за величиною стадіон у Франції. Використовується в основному футбольним клубом «Тулуза» та регбійним клубом «Тулуза» в чемпіонаті Франції з регбі (Топ-14) та у Кубку Європейських чемпіонів. 
На стадіоні проводить міжнародні матчі національна збірна Франції з регбі. 
Стадіон розташований на острові Рам'єр недалеко від центру Тулузи. Це суто футбольна та регбійна арена на якій відсутні легкоатлетичні доріжки навколо поля. Стадіон вміщував до реконструкції 35 472 чоловік.
Американський поп-співак Майкл Джексон під час його Dangerous World Tour дав тут концерт 16 вересня 1992, який відвідали 40 000 глядачів.
Муніципальний стадіон приймав матчі чемпіонату світу 1998, Кубка світу з регбі 2007.

## Транспорт
Стадіон обслуговується трьома автобусними маршрутами: 12, 34 та 52, що зупиняються на двох автобусних зупинках (Захід та Схід). Приміські автобуси працюють тільки під час матчів у зв'язці з лінією метро (лінія А), до стадіону ~ 10 хв хвилин ходьби від двох станцій метро (лінія B). Також поруч з стадіоном є зупинка трамваю.

## Футбол

### Чемпіонат світу 1998
Матчі, які приймав стадіон:
| Дата           | Збірна #1  | Рахунок | Збірна #2 | Раунд       |
| -------------- | ---------- | ------- | --------- | ----------- |
| 11 червня 1998 | Камерун    | 1–1     | Австрія   | Група B     |
| 14 червня 1998 | Аргентина  | 1–0     | Японія    | Група H     |
| 18 червня 1998 | ПАР        | 1–1     | Данія     | Група C     |
| 22 червня 1998 | Румунія    | 2–1     | Англія    | Група G     |
| 24 червня 1998 | Нігерія    | 1–3     | Парагвай  | Група D     |
| 29 червня 1998 | Нідерланди | 2–1     | Югославія | 1/16 фіналу |

### Матчі Євро-2016
На стадіоні пройшли три матчі групового етапу Євро-2016 та один матч 1/8 фіналу:
| Дата           | Час (CET) | Збірна #1 | Результат | Збірна #2 | Раунд      | Глядачі |
| -------------- | --------- | --------- | --------- | --------- | ---------- | ------- |
| 13 червня 2016 | 15:00     | Іспанія   | 1–0       | Чехія     | Група D    | 29,400  |
| 17 червня 2016 | 15:00     | Італія    | 1–0       | Швеція    | Група E    | 29,600  |
| 20 червня 2016 | 21:00     | Росія     | 0–3       | Уельс     | Група B    | 28,840  |
| 26 червня 2016 | 21:00     | Угорщина  | 0-4       | Бельгія   | 1/8 фіналу | 28,921  |

## Регбі

### Чемпіонат світу з регбі 1999
Тут пройшли два матчі Групи С.
- 14 жовтня : Канада  72  - 11  Намібія
- 16 жовтня : Франція  28 - 19  Фіджі

### Кубок світу з регбі 2011
- Група B Фіджі  35 — 31  Японія
- Група D Франція  87 — 10  Намібія
- Група С Румунія  14 — 10  Португалія
- Група С Румунія  8 — 85  Нова Зеландія

### Чемпіонат Франції
Стадіон також приймав 13 фіналів чемпіонату Франції з регбі: 1951, 1952, 1953, 1954, 1956, 1958, 1960, 1962, 1964, 1966, 1968, 1970 та 1973.